# NA62
Das NA62-Experiment ist ein Experiment am SPS-Beschleuniger des europäischen Kernforschungszentrums CERN, das sich derzeit in der Aufbauphase befindet. Das Ziel des Experiments ist die Untersuchung des extrem seltenen Zerfalls des Kaons in ein Pion und zwei Neutrinos ({\displaystyle K^{+}\rightarrow \pi ^{+}\nu {\bar {\nu }}}). Die Erhebung von Daten erfolgt seit 2016 und soll bis zum „Long shutdown 3“ (Ende 2025) des Large Hadron Collider erfolgen. Sprecher des NA62-Experiments ist Giuseppe Ruggiero.

## Ziele
Die Untersuchung des Kaon-Zerfalls {\displaystyle K^{+}\rightarrow \pi ^{+}\nu {\bar {\nu }}} bietet aufgrund seiner Seltenheit eine hervorragende Möglichkeit, das Standardmodell der Teilchenphysik mit hoher Präzision zu testen. Im Rahmen dieses Modells ist die Wahrscheinlichkeit dieses Zerfalls sehr genau vorhergesagt. Weicht das Ergebnis der Messung vom vorhergesagten Ergebnis ab, ist dies ein Signal für Physik jenseits des Standardmodells („Neue Physik“). Zusätzlich kann mit der Messung das Matrixelement |Vtd| der CKM-Matrix mit hoher Genauigkeit bestimmt werden.

## Aufbau

### Überblick
NA62 ist ein sogenanntes „fixed target“-Experiment. Das bedeutet, dass beschleunigte Teilchen auf ein ruhendes Ziel treffen. Bei NA62 treffen beschleunigte Protonen aus dem SPS-Beschleuniger auf einen ruhenden Berylliumdraht. Bei der Kollision entstehen unter anderem Kaonen, die entlang des ca. 275 Meter langen Experiments zerfallen. Das NA62-Experiment liegt unterirdisch in der North Area (daher die Abkürzung NA) des SPS-Beschleunigers.
Die große Herausforderung des Experiments liegt in der extremen Seltenheit des zu untersuchenden Zerfalls. Es müssen 1013 Kaonen erzeugt werden, um 100 der gesuchten Zerfälle zu messen. Diese Anzahl an Kaonen entspricht der Anzahl der Sterne in ca. 50 Galaxien vom Typ unserer Milchstraße.
Die Messung setzt eine effiziente Unterdrückung aller anderen möglichen Zerfälle des Kaons voraus. Dieser sogenannte Untergrund wird um einen Faktor 1012 unterdrückt, d. h. ausgefiltert, werden. Dazu arbeiten verschiedene Detektorsysteme bei NA62 zusammen.

### Detektoren
Die einzelnen Subdetektoren des NA62-Experiments werden von Arbeitsgruppen in ganz Europa entwickelt und gebaut. In Deutschland ist die Arbeitsgruppe „Experimentelle Teilchen- und Astroteilchen-Physik“ (ETAP) der Johannes Gutenberg-Universität Mainz beteiligt. Derzeit werden bereits fertiggestellte Detektorkomponenten am CERN installiert. Im Folgenden soll ein Überblick über die verwendeten Detektoren und ihre Funktion gegeben werden. 

#### Identifikation des Kaons und Bestimmung des Impulses
Bei der Kollision der Protonen mit dem Berylliumdraht stellen die Kaonen nur einen kleinen Teil der erzeugten Teilchen dar. Im Wesentlichen entstehen weitere Protonen und Pionen. Um später gemessene Tochterteilchen einem Kaon zuordnen zu können, müssen die Kaonen nach der Erzeugung identifiziert werden. Dies wird dem sogenannten CEDAR erreicht. Das CEDAR ist eine mit Wasserstoff gefüllte Röhre. Teilchen, die den Wasserstoff passieren, geben Tscherenkow-Strahlung ab. Diese Strahlung wird von Spiegeln am Ende des CEDARs auf eine Blende reflektiert. Die Anordnung aus Blende und Spiegeln ist so gewählt, dass nur von Kaonen erzeugte Tscherenkow-Strahlung auf die Blende fällt.
Für die Untersuchung des Zerfalls ist die Kenntnis des Impulses des Kaons nötig. Dieser wird mit dem GigaTracker (GTK) bestimmt. Dieser Subdetektor besteht aus drei Einheiten (GTK 1–3), zwischen denen sich Magneten befinden. Mit Hilfe der durch die Lorentzkraft verursachten Krümmung der Bahn kann der Impuls des Kaons bestimmt werden. Die einzelnen Stationen bestehen aus jeweils 18.000 Siliziumdetektoren mit den Maßen 300 µm × 300 µm.

#### Identifikation des Pions und Bestimmung des Impulses
Nur das Pion aus dem gesuchten Zerfall des Kaons in ein Pion und zwei Neutrinos kann in den nachfolgenden Detektoren gesehen werden. Die Neutrinos können aufgrund ihrer physikalischen Eigenschaften in diesem Experiment nicht direkt gemessen werden. Der Impuls des Pions und andere geladene Teilchen werden mit Hilfe eines Spektrometers, bestehend aus vier Straw-Detektoren und einem Magneten, bestimmt. Zwei der Straw-Detektoren befinden sich vor dem Magneten und bestimmen die Position der geladenen Teilchen. Der Magnet lenkt die geladenen Teilchen ab und die Position wird in den folgenden Straw-Detektoren erneut bestimmt. Wie bei der Messung im GigaTracker kann aus der Krümmung der Bahn auf den Impuls der geladenen Teilchen geschlossen werden. Hinter dem Spektrometer befindet sich ein Ring-Imaging-Cherenkov-Detektor (RICH-Detektor). Der 17 Meter lange Detektor ist mit Neon-Gas gefüllt. Es wird wieder der Tscherenkow-Effekt ausgenutzt, um die Pionen zu identifizieren. Der entstehende Strahlungskegel wird von Spiegeln am Ende des Detektors auf 2000 Photomultiplier reflektiert, die das Licht auslesen. Aus der Größe der gemessenen Ringe kann das Teilchen identifiziert werden.

#### Veto-Detektoren
Um den gesuchten Zerfall aus allen möglichen Zerfällen des Kaons herauszufiltern, müssen Detektoren den Untergrund erkennen können. Diese Detektoren werden Veto-Detektoren genannt, da sie bestimmte Zerfälle erkennen und diese als Folge nicht aufgezeichnet werden. Beim NA62-Experiment werden zwei Veto-Systeme verwendet, das Photo-Veto- und Myon-Veto-System. Da der gesuchte Zerfall keine Photonen oder Myonen aussendet, können solche Zerfälle verworfen werden, wenn eines dieser Teilchen entdeckt wird. 

##### Photo-Veto-Detektoren
Die Aufgabe der Photo-Detektoren ist es, Zerfälle zu erkennen, die ein oder mehr Photonen erzeugen. Es werden verschiedene Detektoren verwendet, um eine komplette Raumabdeckung zu gewährleisten. Das Large-Angle-Veto (LAV) besteht aus zwölf Stationen, die entlang der Zerfallsstrecke der Kaonen positioniert sind. In den Stationen ist Bleiglas verbaut, in dem die Photonen über Tscherenkow-Strahlung nachgewiesen werden. Das LAV ist für große Abstrahlungswinkel der Photonen von 8,5 bis 50 mrad zuständig. Der mittlere Winkelbereich von 1 bis 8,5 mrad wird vom Flüssig-Krypton-Kalorimeter abgedeckt. Dieser Detektor wurde bereits beim Vorgängerexperiment NA48 verwendet. Das Flüssig-Krypton-Kalorimeter ist ein homogenes Kalorimeter, das durch Photonen verursachte elektromagnetische Schauer komplett in dem zylindrischen Volumen mit einer Fläche von 5,3 m² und einer Tiefe von 127 cm registrieren kann. Das small-angle calorimeter (SAC) befindet sich am Ende des Experimentaufbaus, um Photonen, die in einem sehr kleinen Raumwinkel (kleiner 1 mrad) abgestrahlt werden, zu erkennen. Ein Magnet vor dem SAC lenkt alle geladenen Teilchen ab, so dass die ungeladenen Photonen auf den Detektor treffen und dort registriert werden können.

##### Myon-Veto-Detektoren
Das Myon-Veto-System besteht aus drei Detektoren, die am Ende des Experimentaufbaus, jedoch nur vor dem SAC, hintereinander positioniert sind. Die ersten zwei Myon-Veto-Detektoren (MUV1 und MUV2) sind hadronische Kalorimeter, die Pionen aufgrund der Größe der erzeugten Teilchenschauer von Myonen unterscheiden sollen. Die Kalorimeter bestehen aus Eisen- und Szintillatorlagen. Geladene Teilchen erzeugen Licht in den Szintillatoren, das ausgelesen wird. Die Szintillatorlagen sind segmentiert, so dass man die Größe der erzeugten Teilchenschauer bestimmen kann. Der dritte Myon-Veto-Detektor (MUV3) wird durch einen 80 cm dicken Eisenblock von den ersten beiden Myon-Veto-Detektoren getrennt. Myonen können diesen Eisenblock passieren, während Pionen hadronisch wechselwirken und im Block steckenbleiben. Das MUV3 besteht aus einer Lage Szintillatoren, die von Photomultipliern ausgelesen werden. Jedes gesehene Signal wird als Myon identifiziert und der Zerfall nicht für eine weitere Analyse abgespeichert.